# Почесний нагрудний знак Головнокомандувача ЗСУ «Срібний хрест»
Почесний нагрудний знак Головнокомандувача Збройних Сил України «Срібний хрест» — відзнака Головнокомандувача Збройних сил України. Нагрудним знаком «Срібний хрест» нагороджуються особи офіцерського складу Збройних Сил України за успішне планування і реалізацію завдань під час керування особовим складом в бою. У виняткових випадках (відсутність або загибель офіцера) нагрудним знаком можуть бути нагороджені особи рядового та сержантського і старшинського складу Збройних Сил України, які виконували обов'язки командира і взяли на себе відповідальність та командування особовим складом під час виконання бойових завдань чи/або ведення бойових дій. 
Нагрудним знаком можуть нагороджувати повторно, при чому загальна кількість нагороджень не може перевищувати трьох разів. У разі повторного нагородження особі вручається металеве зображення ромбічного знака «Зоря», яке розміщується на стрічці нагрудного знака.
Нагрудним знаком, як правило, нагороджуються особи, які раніше нагороджувалися нагрудним знаком «Сталевий хрест» або у разі здійснення особою визначного вчинку.
У виняткових випадках нагрудним знаком можуть бути нагороджені особи сержантського або старшинського складу Збройних Сил України, що виконували обов'язки на офіцерських посадах під час ведення бойових дій, та раніше нагороджувалися нагрудним знаком «Сталевий хрест».

Вигляд Почесного нагрудного знака «Срібний хрест» залежно від кількості нагороджень
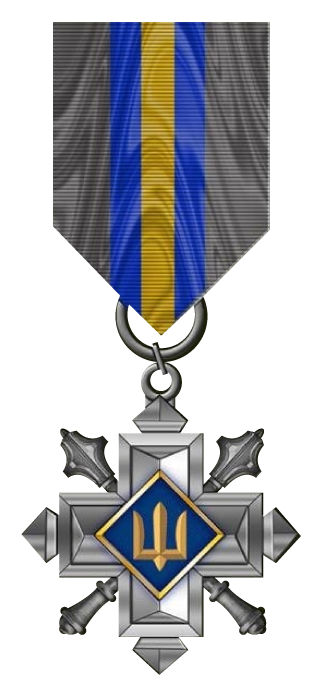
для нагороджених вперше
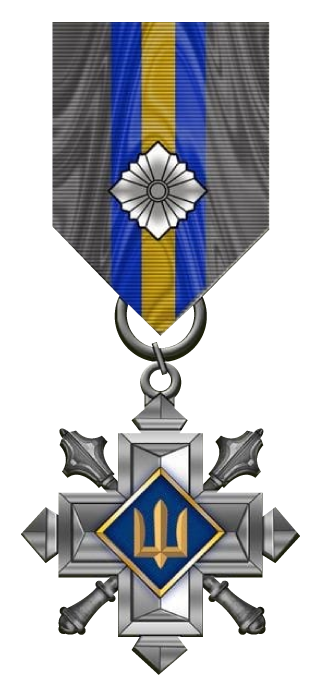
для нагороджених вдруге
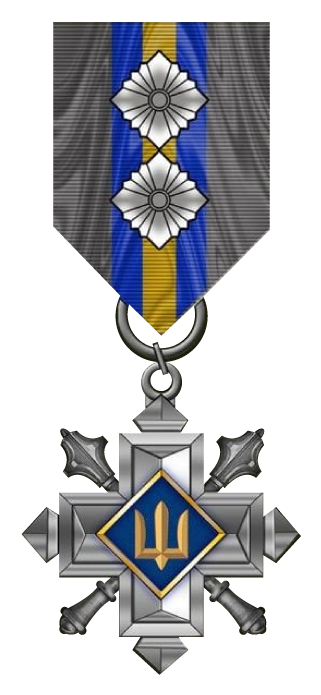
для нагороджених втретє